# Antônio Silva (MMA)
Pour les articles homonymes, voir Antonio Silva, Silva et Bigfoot (homonymie).
Antônio Carlos Silva, aussi connu sous le surnom de « Bigfoot » et né le 14 septembre 1979 à Brasilia, est un pratiquant brésilien d'arts martiaux mixtes (MMA). Il a notamment évolué dans la division poids lourds de l'Ultimate Fighting Championship. Il a été le premier et dernier champion poids lourds de l'organisation EliteXC.
Silva est atteint d'acromégalie, une maladie provoquant l'élargissement du visage et de différents membres du corps. Il a remporté des victoires sur de grands noms du MMA comme Andrei Arlovski, Ricco Rodriguez, Travis Browne, Fedor Emelianenko ou encore Alistair Overeem.

## Carrière en arts martiaux mixtes
Antonio Silva a combattu dans plusieurs organisations de combat libre comme le Hero's, le BodogFight (où il connaitra sa première défaite face à Erick Pelé), l'Elite Xtreme Combat (où il est devenu champion poids-lourds), au Strikeforce et actuellement à l'UFC .

### Camp d'entraînement
Il commença son entraînement dans les arts martiaux mixtes en 2005 à la Wolfslair MMA Academy localisée en Angleterre.
Il s'est entraîné à l'American Top Team et fait partie désormais de la team Black house aux côtés de Rodrigo Nogueira ou encore Junior dos Santos. Pour son combat contre Fedor où il en est sorti grand vainqueur, il se prépare à l'Imperial Athletics gym en Floride.

### Elite XC
Silva fait ses débuts à l'EliteXC le 10 février 2007, face à Wesley Correira, vétéran de l'Ultimate Fighting Championship (UFC), qu'il met K.O au premier round. Il continue sur sa lancée en soumettant par étranglement Jonathan Wiezorek en novembre 2007. Sa victoire suivante eu lieu contre l'ancien prétendant au titre des poids lourds de l'UFC, Ricco Rodriguez.
Le 26 juillet 2008, Antônio Silva remporte la ceinture des poids lourds de l'EliteXC en battant un autre vétéran de l'UFC, Justin Eilers.
Plus tard, Bigfoot est cependant testé positif à la prise d'anabolisant Boldeone, il est alors suspendu un an par la commission athlétique de Californie. Son camp réagira en avançant que leur combattant avait pris du Novaldex, un booster de testostérone, pour compenser le manque de testostérone causé par l'acromégalie de Silva.
Alex Davis, alors manager d'Antonio, dit "Il la traite (sa maladie)"... "Il dépense entre 6 000 et 8 000 $ juste pour la médecine"..."si nous devions choisir entre la santé d'Antonio ou les règles de la commission athlétique, nous choisirons la santé de notre combattant et ami".

### Sengoku
Après avoir été contrôlé positif par la commission athlétique, Silva signa un contrat au Sengoku 7. Il n'était pas autorisé à combattre au Japon, mais il continua à crier haut et fort qu'il n'avait pas pris de stéroïdes.
Le 4 janvier 2009, même sous la pression de la commission athlétique de Californie, Silva combattit au Sengoku face à Yoshihiro "KISS" Nakao qui concédera un abandon à la suite d'un coup de genou dans le premier round.
Il continua son ascension au Sengoku 10, face à Jim York, qu'il soumettra par Arm-triangle choke au premier round après un combat largement dominé par Antonio Silva avec son jeu au sol et un bon ground-and-pound.

### Strikeforce
En novembre 2009, Antônio Silva fait ses débuts au Strikeforce face à Fabrício Werdum. Il perd le combat par décision unanime tout en ayant combattu avec une main fracturée dès le deuxième round. C'est sa deuxième défaite.
Il continue son parcours au Strikeforce face à Andrei Arlovski, où il gagne par décision.
Après sa première victoire au Strikeforce, Bigfoot doit combattre Valentjin Overeem, mais ce dernier blessé, Mike Kyle le remplace.
Dans le premier round, Silva se fait surprendre par un punch de Kyle qui l'oblige à défendre le ground-and-pound. Mais dans la seconde reprise, Silva réussit à prendre une position dite "montée" et terrasse Mike Kyle grâce à son GnP jusqu'à l'arrêt de l'arbitre par TKO.
En 2011, le Strikeforce organise un tournoi de poids-lourds où Silva est confronté à Fedor Emelianenko, pour les quarts de finale. Il est donné perdant comme pour chaque adversaire de Fedor. Le 12 février 2011, Silva remporte le combat avant la fin sur un arrêt médical. L'œil de Fedor étant trop endommagé pour continuer.
C'est à l'heure actuelle sa plus grande victoire.
Grâce à sa victoire lors des quarts de finale du tournoi Strikeforce, Antonio doit affronter en demi-finale Alistair Overeem. Ce dernier est finalement exclu du tournoi pour ne pas s'être présenté à un contrôle antidopage. Son remplaçant sera Daniel Cormier. Le combat a lieu le 10 septembre 2011. Silva perd par KO dans le premier round après avoir été envoyé plusieurs fois au tapis par la puissance du punch de Cormier. Ce dernier remportera derrière la finale.

### Ultimate Fighting Championship
Après le rachat du Strikeforce par Zuffa, maison mère de l'Ultimate Fighting Championship, en mars 2011, puis l'annonce de la dissolution de sa catégorie des poids lourds en décembre, Antônio Silva est alors transféré dans les effectifs de l'UFC.
En mars 2012, le Brésilien est annoncé face à Roy Nelson pour l'UFC 146 du 26 mai à Las Vegas.
Le programme est cependant modifiée un mois plus tard, et c'est finalement face à l'ancien champion des poids lourds de l'UFC, Cain Velasquez, récemment défait de son titre qu'il entre pour la première fois dans l'Octogone de l'organisation américaine.
Le combat est alors à sens unique, Silva se retrouve rapidement au sol et subit pendant plusieurs minutes un travail de ground and pound qui marque son visage. L'interruption temporaire du match pour soigner rapidement la coupure au front du géant brésilien qui ensanglante son visage ne change pas la donne. Velasquez remporte finalement le combat par TKO dans le premier round.
À la suite de ce revers, il affronte Travis Browne en combat principal de l'UFC on FX 5. Browne est à ce moment-là invaincu et commence à être clairement pris au sérieux grâce à de très belles victoires. Il est d'ailleurs favori sur ce combat. Browne domine le début du combat, enchainant des low kicks qui tiennent Silva à distance. Mais au bout de quelques minutes, Browne se blesse à la cuisse et devient alors très vulnérable. Bigfoot en profite et met son adversaire KO grâce à un superbe crochet du droit, à 3:27 dans le premier round.
Alors que Browne réclame un re-match, Silva lui en réclame un autre, contre Cain Velasquez. Il n'en est rien, Big foot affronta Alistair Overeem lors de l'UFC 156, le 2 février 2013. À cette occasion, il fait sensation en corrigeant le Hollandais au début du troisième round. Trop confiant, Overeem mena un combat assez léger, avec une garde basse tout du long; Big foot commença le combat avec prudence, n'attaquant que peu et privilégiant une garde haute. Aucune action ne fut remarquable, mis à part un lourd takedown de la part d'Overeem. Cependant, Silva augmenta la cadence dans les premières secondes du dernier round, un coup tomba, puis plusieurs, puis une avalanche laissant Overeem incapable de réagir, ce qui amena l'arbitre, Herb Dean, à arrêter le combat. Cette victoire, autant due à une très bonne tactique qu'à un excès de confiance de l'adversaire, marquera une nouvelle fois le MMA de l'empreinte du Big foot, qui après avoir vaincu Fedor ou d'autres, continue à défaire les grands noms.
Il affronte ensuite Mark Hunt en Australie, pour le combat principal de l'UFC Fight Night 33, le 7 décembre 2013. Les deux hommes livrent un combat épique, se rendant coups pour coups, passant proche du KO à plusieurs reprises. Ils mènent le combat jusqu'à la fin du temps imparti, terminant le combat exténués. Un des trois juges donne le combat à Hunt, les 2 autres donnent une égalité. Le combat se solde donc par une égalité majoritaire. Dana White déclare lors de la conférence de presse d'après combat que l'affrontement était tel qu'il remet aux deux combattants leurs bonus de victoire, bien que le résultat soit une égalité. Big Foot double donc son salaire de base (soit 75 000 $). Ils remportent de plus le bonus du combat de la soirée (soit 50 000 $ de plus). Cependant, autorisé à utiliser une thérapie de remplacement de testostérone (TRT) avant le combat, le 18 décembre 2013, la commission athlétique chargé du contrôle antidopage rend ses résultats et Silva est contrôlé positif avec un taux de testostérone anormalement élevé. Le brésilien prétexte une erreur de la part de son médecin. Néanmoins, le résultat du combat est changé en no contest dans son palmarès, alors qu'il est maintenus comme "égalité majoritaire" dans celui de son adversaire. Autres conséquences, il reverse à Hunt son bonus victoire, son bonus combat de la soirée et écope d'une suspension de neuf mois. C'est la seconde fois que Silva échoue un test antidopage.
Silva purge sa peine et retourne à l'entrainement. Entre-temps, l'utilisation des TRT a été bannie par l'UFC. Avant même la fin de sa suspension, Silva signe son combat suivant. Il doit affronter Andrei Arlovski le 13 décembre dans son pays natal, en tête d'affiche de l'UFC Fight Night 51. Arlovski est un ancien champion de la division, remercié en 2008 pour avoir accepté un combat face à Fedor Emilianenko (alors numéro 1 mondial), pour une organisation concurrente. En 11 combats depuis son licenciement, le biélorusse n'a gagné qu'à 5 reprises mais semble retrouver un certain niveau sur ses derniers combats. Antonio est donné favori mais se fait pourtant rapidement surprendre par un crochet du droit qui l'envoie au tapis. L'arbitre intervient alors que Silva, inerte, encaisse plusieurs autres coups au sol. Son retour se solde donc par une défaite par KO à 2:59 dans le premier round.
À la suite de cette défaite, Silva se fait opérer pour soigner sa maladie génétique. En effet, une tumeur due à l'acromégalie dont il souffre depuis sa naissance nécessite une intervention chirurgicale et l'éloigne quelque temps de la compétition.
Deux mois plus tard, le nom de son prochain adversaire est rendu public. Silva affrontera Frank Mir en second combat principal de l'UFC Fight Night 61, de nouveau au Brésil
Néanmoins, le combat est ré-évalué en tête d'affiche, à la suite de la blessure de Glover Teixeira qui devait affronter Rashad Evans en toute fin de soirée.
Le combat a lieu comme prévu le 22 février 2015 et pour une seconde fois consécutive, Silva, pourtant donné favori, s'écroule dès le premier round sur un crochet du gauche, suivi de plusieurs coups de coude au sol.
L'arbitre intervient et solde le combat à 1:40 dans la première reprise.

## Palmarès en MMA
| 30 combats     | 19 victoires | 10 défaites |
| Par KO         | 14           | 9           |
| Par soumission | 3            | 0           |
| Sur décision   | 2            | 1           |
| Sans décision  | 1            | 1           |

| Résultat   | Record    | Adversaire        | Méthode                                | Événement                             | Date              | Round | Temps | Lieu                                    | Notes |
| ---------- | --------- | ----------------- | -------------------------------------- | ------------------------------------- | ----------------- | ----- | ----- | --------------------------------------- | --- |
| Défaite    | 19-10 (1) | Roy Nelson        | KO (coups de poing)                    | UFC Fight Night: Cyborg vs. Lansberg  | 24 septembre 2016 | 2     | 4:10  | Brasilia, Brésil                        | |
| Défaite    | 19-9 (1)  | Stefan Struve     | KO (coups de coude)                    | UFC Fight Night: Overeem vs. Arlovski | 8 mai 2016        | 1     | 0:16  | Rotterdam, Pays-Bas                     | |
| Défaite    | 19-8 (1)  | Mark Hunt         | TKO (coups de poing)                   | UFC 193: Rousey vs. Holm              | 14 novembre 2015  | 1     | 1:19  | Melbourne, Australie                    | |
| Victoire   | 19-7 (1)  | Soa Palelei       | TKO (coups de poing)                   | UFC 190: Rousey vs. Correia           | 1er août 2015     | 2     | 0:41  | Rio de Janeiro, Brésil                  | |
| Défaite    | 18-7 (1)  | Frank Mir         | KO (coups de poing et coups de coude)  | UFC Fight Night: Bigfoot vs. Mir      | 22 février 2015   | 1     | 1:40  | Porto Alegre, Rio Grande do Sul, Brésil | |
| Défaite    | 18-6 (1)  | Andrei Arlovski   | KO (coups de poing)                    | UFC Fight Night: Silva vs. Arlovski   | 13 septembre 2014 | 1     | 2:59  | Brasilia, Brésil                        | |
| No contest | 18-5 (1)  | Mark Hunt         | Égalité (majorité)                     | UFC Fight Night: Hunt vs. Bigfoot     | 7 décembre 2013   | 5     | 5:00  | Brisbane, Australie                     | Combat de la soirée Le résultat originel (égalité majoritaire pour Hunt) est changé en no contest pour Silva après son échec au contrôle antidopage d'après combat. |
| Défaite    | 18-5      | Cain Velasquez    | TKO (coups de poing)                   | UFC 160: Velasquez vs. Silva II       | 25 mai 2013       | 1     | 1:21  | Las Vegas, Nevada, États-Unis           | Pour le titre poids lourds de l'UFC |
| Victoire   | 18-4      | Alistair Overeem  | KO (coups de poing)                    | UFC 156: Aldo vs. Edgar               | 2 février 2013    | 3     | 0:25  | Las Vegas, Nevada, États-Unis           | Pour déterminer l'aspirant no 1 au titre poids lourds de l'UFC KO de la soirée                                                                                      |
| Victoire   | 17-4      | Travis Browne     | TKO (coups de poing)                   | UFC on FX: Browne vs. Bigfoot         | 5 octobre 2012    | 1     | 3:27  | Minneapolis, Minnesota, États-Unis      | |
| Défaite    | 16-4      | Cain Velasquez    | TKO (coups de poing)                   | UFC 146: Dos Santos vs. Mir           | 26 mai 2012       | 1     | 3:36  | Las Vegas, Nevada, États-Unis           | |
| Défaite    | 16-3      | Daniel Cormier    | KO (coups de poing)                    | Strikeforce: Barnett vs. Kharitonov   | 10 septembre 2011 | 1     | 3:56  | Cincinnati, Ohio, États-Unis            | Demi-finale du tournoi poids lourds du Strikeforce |
| Victoire   | 16-2      | Fedor Emelianenko | TKO (arrêt du medecin)                 | Strikeforce: Fedor vs. Silva          | 12 février 2011   | 2     | 5:00  | East Rutherford, New Jersey, États-Unis | Quart de finale du tournoi poids lourds du Strikeforce |
| Victoire   | 15-2      | Mike Kyle         | TKO (coups de poing)                   | Strikeforce: Henderson vs. Babalu II  | 4 décembre 2010   | 2     | 2:49  | Saint-Louis, Missouri, États-Unis       | |
| Victoire   | 14-2      | Andrei Arlovski   | Décision unanime                       | Strikeforce: Heavy Artillery          | 15 mai 2010       | 3     | 5:00  | Saint-Louis, Missouri, États-Unis       | |
| Défaite    | 13-2      | Fabrício Werdum   | Décision unanime                       | Strikeforce: Fedor vs. Rogers         | 7 novembre 2009   | 3     | 5:00  | Hoffman Estates, Illinois, États-Unis   | |
| Victoire   | 13-1      | Jim Yorke         | Soumission (étranglement en triangle)  | Sengoku: Tenth Battle                 | 23 septembre 2009 | 1     | 3:51  | Saitama, Japon                          | |
| Victoire   | 12-1      | Yoshihiro Nakao   | TKO (blessure de genou)                | Sengoku: No Ran 2009                  | 4 janvier 2009    | 1     | 1:42  | Saitama, Japon                          | |
| Victoire   | 11-1      | Justin Eilers     | TKO (coups de genou et coups de poing) | EliteXC: Unfinished Business          | 26 juillet 2008   | 2     | 0:19  | Stockton, Californie, États-Unis        | Remporte le titre poids lourds de l'EliteXC |
| Victoire   | 10-1      | Ricco Rodriguez   | Décision partagée                      | EliteXC: Street certified             | 16 février 2008   | 3     | 5:00  | Miami, Floride, États-Unis              | |
| Victoire   | 9-1       | Jonathan Wiezorek | Soumission (étranglement arrière)      | EliteXC: Renegade                     | 10 novembre 2007  | 1     | 3:12  | Corpus Christi, Texas, États-Unis       | |
| Victoire   | 8-1       | Wesley Correira   | TKO (coups de poing)                   | EliteXC: Destiny                      | 10 février 2007   | 1     | 3:49  | Southaven, Mississippi, États-Unis      | |
| Défaite    | 7-1       | Eric Pele         | TKO (coups de poing)                   | BodogFight: USA vs. Russia            | 2 décembre 2006   | 1     | 2:40  | Vancouver, Colombie-Britannique, Canada | |
| Victoire   | 7-0       | Georgy Kaysinov   | KO (coups de poing)                    | K-1 Hero's 7                          | 9 octobre 2006    | 1     | 1:08  | Yokohama, Japon                         | |
| Victoire   | 6-0       | Tom Erikson       | TKO (coups de poing)                   | K-1 Hero's 5                          | 3 mai 2006        | 1     | 2:49  | Tokyo, Japon                            | |
| Victoire   | 5-0       | Tadas Rimkevičius | TKO (coups de poing)                   | CWFC: Strikeforce 5                   | 25 mars 2006      | 1     | 3:22  | Coventry, Angleterre                    | |
| Victoire   | 4-0       | Rubben Villareal  | TKO (coups de poing)                   | CWFC: Strikeforce 4                   | 26 novembre 2005  | 1     | 3:07  | Coventry, Angleterre                    | Remporte le titre poids super-lourds du Cage Warriors |
| Victoire   | 3-0       | Rafael Carino     | TKO (arrêt du coin)                    | Cage Rage 12: The real deal           | 2 juillet 2005    | 1     | 2:55  | Londres, Angleterre                     | Remporte le titre poids lourds du Cage Rage |
| Victoire   | 2-0       | Marcus Tchinda    | Soumission (coups de poing)            | CWFC: Strikeforce                     | 21 mai 2005       | 1     | 3:03  | Coventry, Angleterre                    | |
| Victoire   | 1-0       | Tengiz Tedoradze  | TKO (coups de poing)                   | UKMMAC 10: Slugfest                   | 6 mars 2005       | 1     | 0:48  | Colchester, Angleterre                  | |